# تاد فیلیپس
تاد فیلیپس (انگلیسی: Todd Phillips؛ زادهٔ ۲۰ دسامبر ۱۹۷۰) تهیه‌کننده، فیلم‌نامه‌نویس و کارگردان فیلم اهل ایالات متحده آمریکا است. وی از سال ۱۹۹۳ میلادی تاکنون مشغول فعالیت بوده‌است. او در اوایل دهه ۲۰۱۰ برای کارگردانی مجموعه فیلم‌های خماری به شهرت بیشتری رسید. او در سال ۲۰۱۹ فیلم دلهره‌آور روانشناختی جوکر را بر اساس شخصیتی به همین نام از دی سی کامیکس نوشت و کارگردانی کرد که در هفتاد و ششمین دوره جشنواره بین‌المللی فیلم ونیز به نمایش درآمد و جایزه شیر طلایی را دریافت کرد. جوکر سه بار نامزدی اسکار بهترین فیلم، بهترین کارگردانی و بهترین فیلمنامه اقتباسی را برای فیلیپس به ارمغان آورد.

## اوایل زندگی
فیلیپس در بروکلین، شهر نیویورک، در یک خانواده یهودی به دنیا آمد. او در دیکس هیلز، نیویورک، در لانگ آیلند بزرگ شد. و در مدرسه هنر تیش دانشگاه نیویورک تحصیل کرد، اما به دلیل عدم توانایی مالی برای تکمیل اولین فیلم خود و پرداخت شهریه به‌طور همزمان ترک تحصیل کرد. در همان زمان، او در ویدیو و موسیقی کیم کار می‌کرد. فیلیپس به عنوان یکی از رانندگان در فصل اول سریال مستند دوربین مخفی اچ‌بی‌او ظاهر شد. فیلیپس در پروفایل نیویورک تایمز گفت که در جوانی به خاطر دزدی از مغازه دچار مشکل شده بود.

## فیلم‌شناسی
| سال  | عنوان                | کارگردان | نویسنده | تهیه‌کننده |                             |
| ---- | -------------------- | -------- | ------- | --------- | --------------------------- |
| ۲۰۰۰ | سفر جاده‌ای           | آری      | آری     | نه        |                             |
| ۲۰۰۳ | مدرسه قدیمی          | آری      | آری     | آری       |                             |
| ۲۰۰۴ | استارسکی و هاچ       | آری      | آری     | نه        |                             |
| ۲۰۰۶ | همه مردان پادشاه     | نه       | نه      | آری       |                             |
| ۲۰۰۶ | مدرسه‌ای برای مزدوران | آری      | آری     | آری       |                             |
| ۲۰۰۶ | بورات                | نه       | داستان  | نه        |                             |
| ۲۰۰۹ | خماری                | آری      | نه      | آری       |                             |
| ۲۰۱۰ | موعد مقرر            | آری      | آری     | آری       |                             |
| ۲۰۱۱ | خماری: قسمت دوم      | آری      | آری     | آری       |                             |
| ۲۰۱۲ | پروژه ایکس           | نه       | نه      | آری       |                             |
| ۲۰۱۳ | خماری: قسمت سوم      | آری      | آری     | آری       |                             |
| ۲۰۱۶ | سگ‌های جنگی           | آری      | آری     | آری       |                             |
| ۲۰۱۸ | ستاره‌ای متولد شده‌است | نه       | نه      | آری       |                             |
| ۲۰۱۹ | جوکر                 | آری      | آری     | آری       | اولین همکاری با اسکات سیلور |
| ۲۰۲۴ | جوکر: جنون دو نفر    | آری      | آری     | آری       |                             |